# أنجيلو دوس سانتوس
أنجيلو دوس سانتوس هو عازف هارمونيكا برتغالي، ولد في 8 سبتمبر 1940 في أجويدا في البرتغال.